# Temporada 2012 del Campeonato de Galicia de Rally
La  temporada 2012 fue la edición 34º do Campeonato de Galicia de Rally. Comenzó el 17 de marzo en el Rally do Cocido y terminó el 2 de diciembre en el Rally Botafumeiro. El Rally Ribeira Sacra entró por primera vez en el calendario.

## Calendario
El calendario inicial incluía ocho pruebas pero luego sufriría modificaciones.
| N.º | Fecha             | Rally                          | Resultados |
| --- | ----------------- | ------------------------------ | ---------- |
| 1   | 17-18 de marzo    | 18.º Rally do Cocido           | Resultados |
| 2   | 20-22 de abril    | 28.º Rally Ria de Noia         | Resultados |
| 3   | 11-12 de mayo     | 5.º Rally Comarca da Ulloa     | Resultados |
| 4   | 9-10 de junio     | 25.º Rally Cidade de Narón     | Resultados |
| 5   | 6-7 de julio      | 9.º Rally Sur do Condado-Gedas | Resultados |
| -   | 4 de agosto       | 35.º Rally do Lacón            | Cancelado  |
| 6   | 7-9 de septiembre | 34.º Rally San Froilán         | Resultados |
| -   | 6 de octubre      | 9.º Rally Ourense Baixa Limia  | Cancelado  |
| -   | 10 de noviembre   | 2.º Rally Serra da Groba       | Cancelado  |
| 7   | 27-28 de octubre  | 1.º Rally Ribeira Sacra        | Resultados |
| 8   | 1-2 de diciembre  | 24.º Rally Botafumeiro         | Resultados |

## Resultados

### Campeonato de pilotos
| Pos | Piloto              | 1 COC | 2 RDN | 3 CDU | 4 CDN | 5 SDC | 6 LUG | 7 RBS | 8 BOT | Pts  |
| --- | ------------------- | ----- | ----- | ----- | ----- | ----- | ----- | ----- | ----- | ---- |
| 1.  | Pedro Burgo         | Ret   | 1     | 1     | Ret   | 1     | 2     | 1     | Ret   | 1220 |
| 2.  | Luis Vilariño       | Ret   | 4     | 2     | 1     | 4     | 3     | 3     | 2     | 1182 |
| 3.  | Alberto Otero       | 1     | Ret   | 3     | Ret   | 5     | 4     | 5     | Ret   | 903  |
| 4.  | Iván Ares           |       | Ret   | 4     | 2     | 2     | 13    | 2     | Ret   | 857  |
| 5.  | Alberto López Belón |       | Ret   | 5     | 5     | Ret   | 6     | 8     | 3     | 649  |
| 6.  | Javier Cousiño      | 5     | 7     | 12    | 6     | 7     | 10    | 10    |       | 614  |
| 7.  | David González      | 8     |       |       | 10    | 6     |       | 6     | 4     | 576  |
| 8.  | David Grandal       | 11    | 9     | 6     | 7     | Ret   | 12    | 9     | 13    | 550  |
| 9.  | Álvaro Muñiz        | 3     | 3     |       | 4     | Ret   | Ret   |       | Ret   | 543  |
| 10. | Celestino Iglesias  | 13    | 11    | Ret   | 9     | 9     | 15    | Ret   | 6     | 508  |